# Hr.Ms. Vliestroom (1947)
De Hr.Ms. Vliestroom (MMV 40) was een Nederlandse mijnenveger van de Borndiepklasse, vernoemd naar de Vliestroom. Het schip is als YMS 155 van de YMS-klasse gebouwd door de Amerikaanse scheepswerf Burger Boat Co. uit Manitowoc. Na het afronden van de bouw is het schip op 4 maart 1943 overgedragen aan de Britse marine waar het dienst heeft gedaan als BYMS 2155. In 1947 is het schip overgedragen aan de Nederlandse marine waar het tot 1962 dienst heeft gedaan.
De naam Vliestroom verwijst naar de gelijknamige vaargeul in de Waddenzee, ten oosten van het eiland Vlieland.